# Rochester (New York)
Rochester [ˈɹɑːtʃɪstɚ] ist eine Stadt im Nordwesten des US-Bundesstaates New York und County Seat des Monroe County. Rochester liegt an der Mündung des Genesee Rivers zum Ontariosee. Das U.S. Census Bureau hat bei der Volkszählung 2020 eine Einwohnerzahl von 211.328 ermittelt. Im Einzugsgebiet der Stadt leben knapp 1,1 Millionen Personen.
Rochester ist Sitz mehrerer namhafter Hochschulen und Universitäten, einschließlich der University of Rochester, dem Rochester Institute of Technology und der Eastman School of Music. Außerdem ist die Stadt auch Sitz des römisch-katholischen Bistums Rochester.

## Geschichte

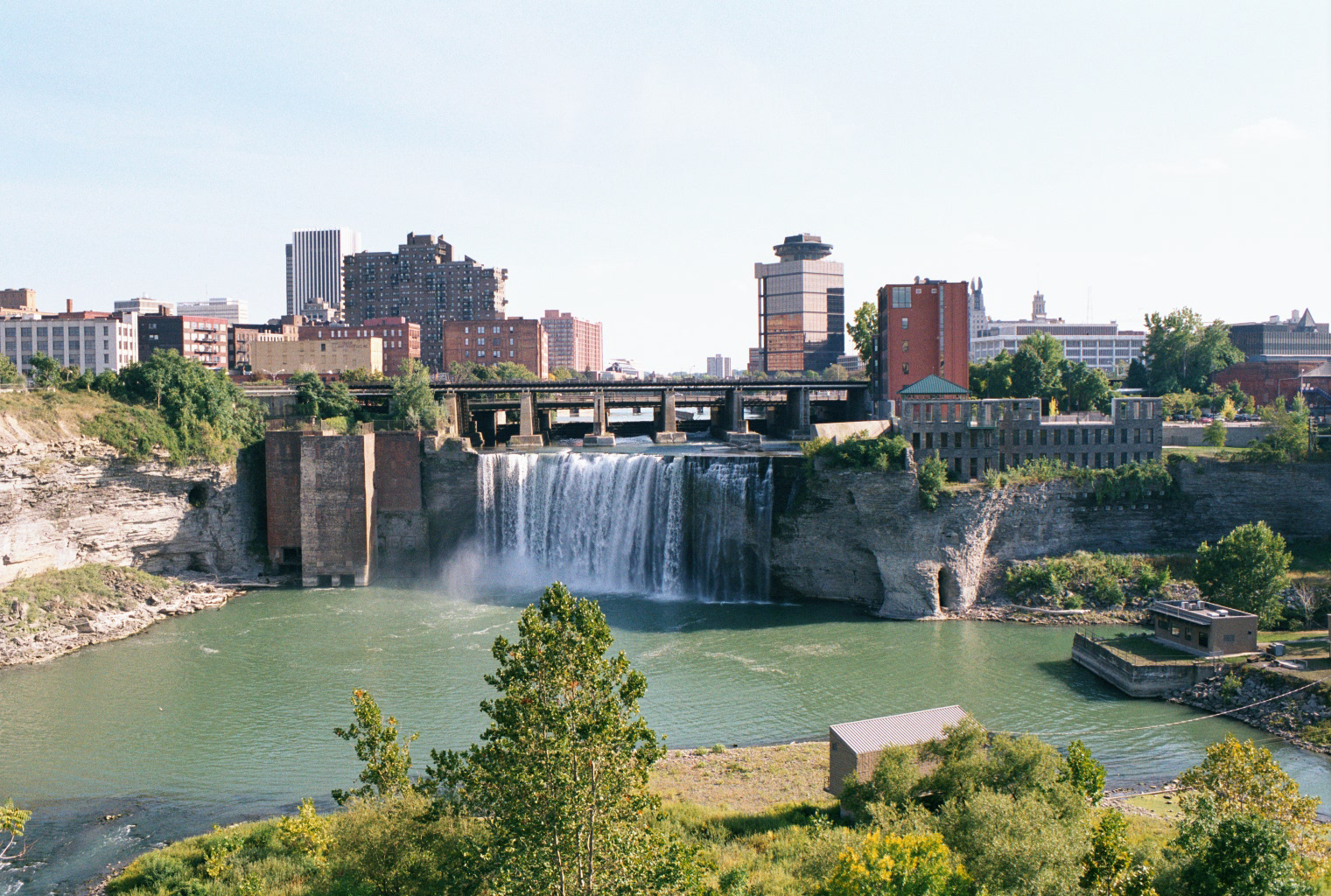
Blick auf die High Falls in der Innenstadt

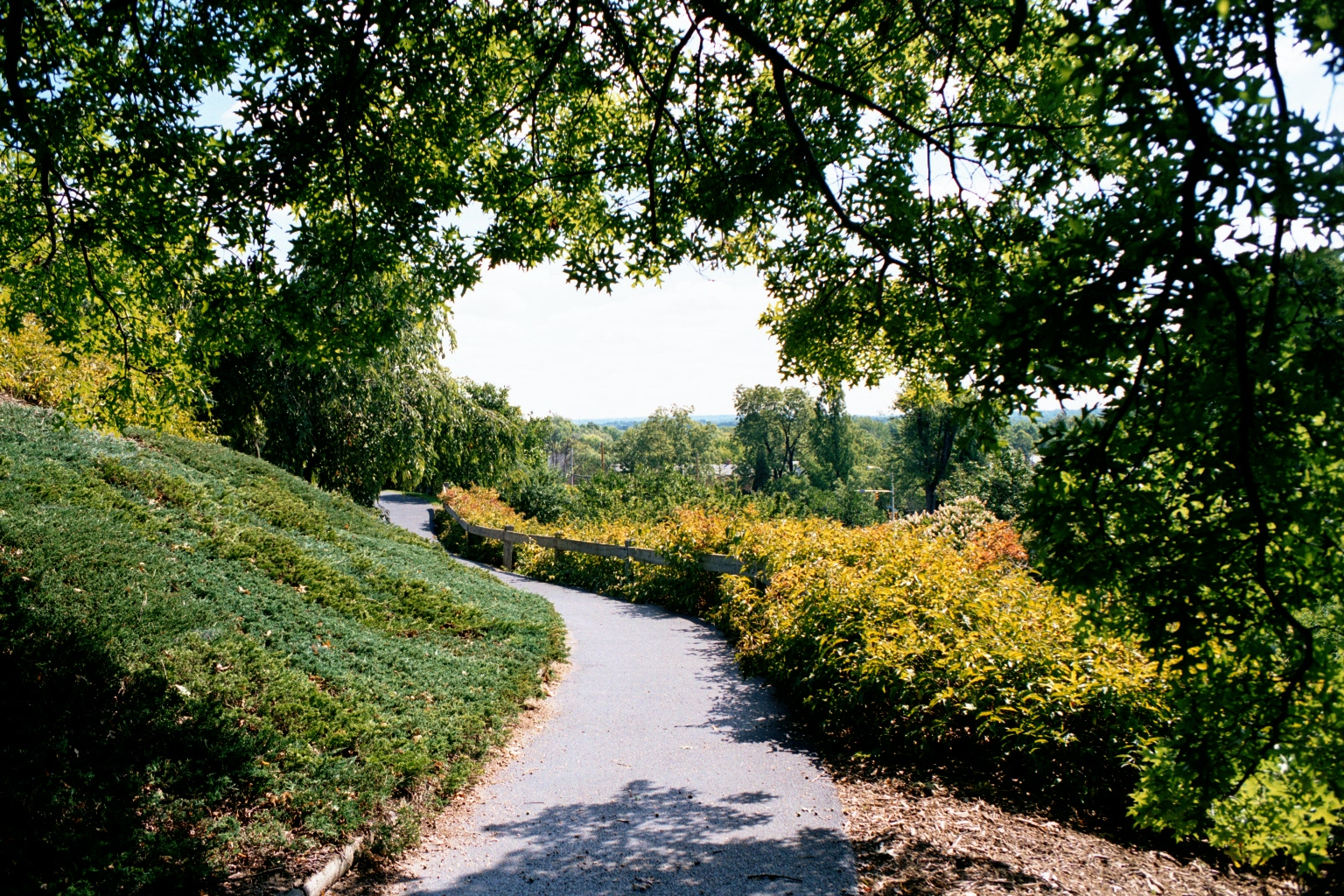
Blick innerhalb des Highland-Parks

Die Ureinwohner vom Indianerstamm der Seneca nannten den Genesee den „Fluss der vielen Fälle“. Es war auch der Fluss und insbesondere der 30 Meter hohe, in der Innenstadt gelegene Wasserfall, der zur frühen Industrialisierung Rochesters beitrug. Zwischen dem Eintreffen der ersten weißen Siedler 1789 in Rochester und dem Bau des Eriekanals 1823 konnte von einem Aufblühen der Stadt keine Rede sein.
Der Bau des Kanals änderte die Situation in der Stadt hinsichtlich ihrer wirtschaftlichen Entwicklung stark. Der Eriekanal verband die unteren Großen Seen mit der Hauptstadt Albany und über den Hudson River mit New York City und führte dadurch zu einem anhaltenden Boom in der Stadt. Nach der Fertigstellung des Kanals Mitte des 19. Jahrhunderts entstanden am Ufer des Genesee so viele Mühlen, dass die Stadt Flour City (von englisch flour ‚Mehl‘) genannt wurde. Zur Mitte des 20. Jahrhunderts verdrängten dann Baumschulen und der Gartenbau die Getreidemühlen als Rochesters Haupteinnahmequelle. Das Garten- und Parksystem der Stadt datiert aus dieser Zeit.
Rochester nennt sich selbst World’s Image Center, was in industrieller und universitärer Hinsicht zutrifft. 1853 eröffneten John Bausch und Henry Lomb ein kleines Geschäft für optische Geräte. Daraus hat sich ein Weltkonzern für augenchirurgische Instrumente und Kontaktlinsen entwickelt. Bausch & Lomb annoncierten sich als Eye-Care-Company und waren außerhalb des Gesundheitswesens auch für die Ray-Ban-Brillen bekannt. In den 1880ern experimentierte ein Bankangestellter namens George Eastman mit fotografischen Materialien in der Küche seiner Mutter. Aus diesen Experimenten entstand schließlich die Eastman Kodak Company. Auch die Xerox Corporation wurde 1906 in Rochester gegründet.
Der Wohlstand von Kodak förderte den Aufschwung der Stadt bis in die 1960er Jahre. Dann bekam die Stadt den wirtschaftlichen Strukturwandel zu spüren. Sie nahm ihren Platz im Rust Belt („Rostgürtel“) ein, einem Gebiet, das sich von Illinois über Indiana, Michigan und Ohio bis ins westliche Pennsylvania und den nördlichen Teil des Staates New York erstreckt. Diese ehemals wirtschaftlich starken Industriegebiete litten unter den Firmenschließungen und der Abwanderung von Produktionsstätten in den Südwesten oder nach Mexiko. Von diesem negativen Image versucht die Stadt noch heute loszukommen.
In der Zeit von 1928 bis 1956 verkehrte in Rochester eine U-Bahn (Rochester Industrial and Rapid Transit Railway), deren Tunnel zum Teil noch existieren.

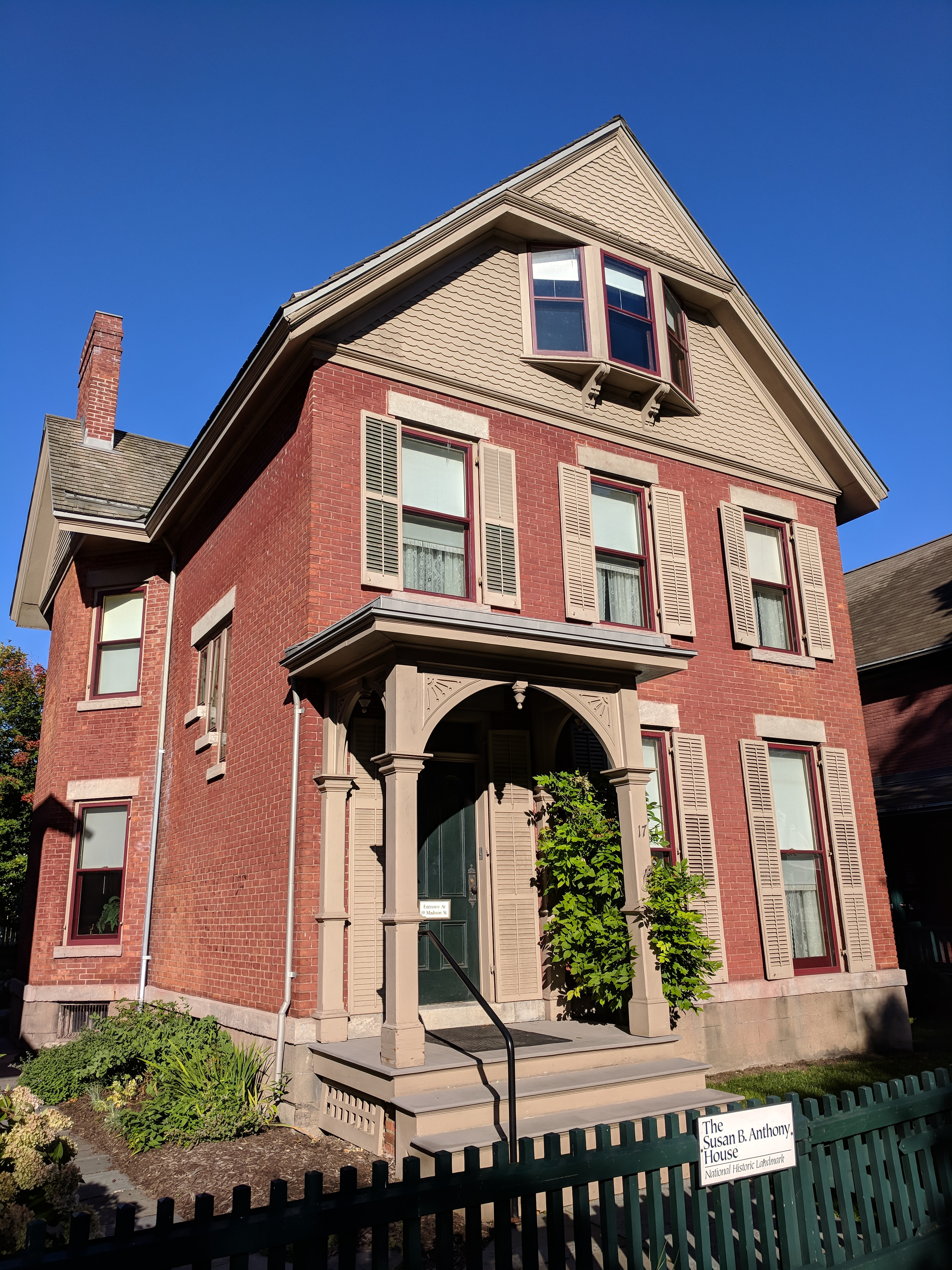
Das Susan B. Anthony House hat seit Juni 1965 den Status eines National Historic Landmarks.

110 Bauwerke und Stätten in Rochester sind im National Register of Historic Places (NRHP) eingetragen (Stand 4. September 2020), darunter haben der New York State Barge Canal, das Susan B. Anthony House (hier wurde Susan Brownell Anthony verhaftet, als sie ihre Stimme bei der Präsidentschaftswahl 1872 abgeben wollte) und das George Eastman House den Status von National Historic Landmarks.

## Wirtschaft
Rochester ist Hauptsitz der Unternehmen Eastman Kodak Co. und Bausch and Lomb. Auch das Technologieunternehmen Xerox hatte zwischenzeitlich seinen Hauptsitz in Rochester; inzwischen befindet sich dieser in Norwalk im Bundesstaat Connecticut. Xerox unterhält aber wegen des industriellen Umfelds und der Universitäten noch viele Verwaltungsgebäude und Produktionsstätten in Rochester.
Weitere ansässige Firmen sind Wegmans Food Markets, Paychex, Roberts Communications, die Dundee Brewing Company sowie die Gleason Corporation.

### Größte Arbeitgeber
| Arbeitgeber                                            | Anzahl Arbeitnehmer |
| ------------------------------------------------------ | ------------------- |
| University of Rochester inkl. Strong Memorial Hospital | 32.211              |
| Rochester Regional Health                              | 17.565              |
| Wegmans                                                | 13.178              |
| Paychex                                                | 4.796               |
| Rochester Institute of Technology                      | 3.976               |
| L3Harris Technologies                                  | 3.958               |
| Heritage Christian Services                            | 2.221               |
| Lifetime Healthcare Cos.                               | 2.098               |
| Tops Markets                                           | 1.988               |
| Lifetime Assistance Inc                                | 1.723               |

## Menschenrechte
Der Nordosten der USA war traditionell eine Hochburg der Anti-Sklaverei-Bewegung. Frederick Douglass war ein entflohener Sklave und wurde eine führende Persönlichkeit in der Bewegung der Sklavenbefreiung (Abolitionismus). 1847 gründete er in Rochester seine Zeitung North Star. Das hiesige Engagement für Menschenrechte personifiziert sich auch in Susan B. Anthony, einer bekannten Frauenrechtlerin. Sie wurde 1872 in Rochester verhaftet, weil sie auf ihrem Wahlrecht bestanden hatte.

## Polizeigewalt
Im März 2020 wurde ein Schwarzer namens Daniel Prude, der unter einer akuten psychotischen Episode litt und nackt über die Straßen lief, von Polizisten mit einem Sack über den Kopf und Handschellen fixiert, wobei er so fest zu Boden gedrückt wurde, dass er wiederbelebt werden musste. Das Opfer starb eine Woche später im Krankenhaus. Der Gerichtsmediziner klassifizierte als Todesursache Erstickung durch Gewalteinwirkung, die durch den Einfluss von Phencyclidin verstärkt wurde, während das Polizeirevier laut Angaben der Bürgermeisterin den Vorfall als Drogentod eingeordnet hatte. Die Polizei hielt die Bodycam-Aufzeichnungen von dem Vorfall monatelang geheim. Als die Familie des Opfers ein Polizeivideo des Vorfalls Anfang September 2020 veröffentlichte, fand es landesweite Beachtung und geriet in den Fokus der Proteste infolge des Todes von George Floyd gegen Polizeigewalt und strukturellen Rassismus. State Attorney General Letitia James kondolierte der Familie und versprach eine faire und unabhängige Untersuchung des Ereignisses. Nachdem die Einsetzung einer Grand Jury angekündigt worden war, kündigte der Polizeichef von Rochester seinen Rücktritt an. Er hatte die involvierten Beamten bis dahin gegen alle Anschuldigungen verteidigt. Als jedoch bekannt wurde, dass der Polizeichef aktiv daran beteiligt war, den Vorfall zu vertuschen, entließ ihn die Bürgermeisterin noch vor dem Datum seines angekündigten Rücktrittes. Im Oktober 2022 zahlte die Stadt Rochester 12 Millionen Dollar an die Familie von Prude, um eine zivilrechtliche Auseinandersetzung beizulegen.
Im Januar 2021 sprühten Polizisten einem neunjährigen afroamerikanischen Mädchen, nachdem sie ihr Handschellen angelegt und sie in ein Polizeiauto gezerrt hatten, auf dem Rücksitz des Autos Pfefferspray ins Gesicht. Auf Bodycam-Aufzeichnungen des Vorfalls sind zumindest sieben beteiligte Beamte zu sehen. Es gab erneut öffentliche Proteste gegen das Vorgehen der Polizei.

## Städtepartnerschaften
Rochester pflegt zwölf Städtepartnerschaften, und zwar mit
| - Alytus, Litauen, seit 2009 - Bamako, Mali, seit 1975 - Caltanissetta, Italien, seit 1965 - Hamamatsu, Japan, seit 1996 - Krakau, Polen, seit 1973 - Puerto Plata, Dominikanische Republik, seit 1997 | - Rehovot, Israel, seit 1972 - Rennes, Frankreich, seit 1958 - Weliki Nowgorod, Russland, seit 1990 - Waterford, Irland, seit 1983 - Würzburg, Deutschland, seit 1964* - Xianyang, Volksrepublik China, seit 2007 |

Die Partnerschaft mit Würzburg ist die zweitälteste Partnerschaft Rochesters; sie wurde auf Initiative des in Rochester lebenden gebürtigen Franken Kilian Schmitt am 5. November 1964 begründet. 1966 erfolgte der erste offizielle Besuch einer Würzburger Delegation in Rochester. Schon 1967 wurde der Stadt Würzburg zusammen mit Rochester im Weißen Haus in Washington, D.C. der erste Preis für eine vorbildliche Städtepartnerschaft überreicht.

## Persönlichkeiten

### In Rochester geboren
- William Seward Burroughs I. (1857–1898), Unternehmer und Erfinder einer Addiermaschine
- Frank Vincent DuMond (1865–1951), Maler, Illustrator und Kunstlehrer
- Maud Humphrey (1865 oder 1868–1940), Illustratorin und Aquarellmalerin
- Blanche Stuart Scott (1889–1970), die erste US-Amerikanerin, die ein Flugzeug flog
- Walter Hagen (1892–1969), Golflegende
- James E. Briggs (1906–1979), Generalleutnant der United States Army
- Robert Gribbroek (1906–1971), Maler, Illustrator und Art Director
- William L. Hardick (1909–1981), Brigadegeneral der United States Army
- John Lund (1911–1992), Schauspieler
- Armand Augustine Maurer (1915–2008), Theologe
- Leland Clark (1918–2005), Biochemiker
- David R. Smith (* 1942), Generalmajor der United States Air Force
- John Lithgow (* 1945), Schauspieler
- Robert Duffy (* 1954), ehemaliger Bürgermeister von Rochester, Vizegouverneur von New York
- John Deyle (1954–2023), Schauspieler
- Samuel Metzger (* 1972), Organist und Komponist
- Tweet (* 1972), Sängerin, Songschreiberin und Gitarristin
- Ryan Lochte (* 1984), Schwimmer
- Jon Dwight Jones (* 1987), Mixed Martial Artist
- Chris Perfetti (* 1988), Schauspieler
- Morgan Schild (* 1997), Freestyle-Skierin

### Berühmte Einwohner
- Frederick Douglass (1818–1895), Sklave, Abolitionist, Redner, Schriftsteller und Staatsmann
- George Ellwanger (1816–1906), Botaniker
- Johann Jakob Bausch (1830–1926), deutsch-US-amerikanischer Optiker
- George Baldwin Selden (1846–1922), Patentanwalt und Erfinder
- George Eastman (1854–1932), Unternehmer und Fotopionier
- Martha Matilda Harper (1857–1950), Unternehmerin und Erfinderin
- Rudolf Kingslake (1903–2003), britischer Optik-Ingenieur
- Joe Romano (1932–2008), Jazz-Saxophonist
- Gorilla Monsoon (1937–1999), Wrestler, Wrestlingkommentator und Booker
- Tom Canning (* 1948), Fusionmusiker
- Clifford Taubes (* 1954), Mathematiker; wuchs in Rochester auf
- Nicholson Baker (* 1957), Schriftsteller; in Rochester aufgewachsen
- Manuel Rivera-Ortiz (* 1968), Dokumentarfotograf; in Rochester aufgewachsen
- Hudson Leick (* 1969), Schauspielerin

## Klimatabelle
|                       | Jan  | Feb  | Mär  | Apr  | Mai  | Jun  | Jul  | Aug  | Sep  | Okt  | Nov  | Dez  |   |       |
| Mittl. Tagesmax. (°C) | −0,6 | 0,3  | 5,9  | 13,3 | 19,9 | 24,3 | 27,1 | 25,6 | 22,1 | 15,8 | 8,8  | 2,1  | ⌀ | 13,8  |
| Mittl. Tagesmin. (°C) | −8,7 | −8,6 | −3,5 | 2,2  | 7,9  | 12,4 | 15,3 | 14,3 | 10,9 | 5,3  | 0,7  | −5,3 | ⌀ | 3,6   |
|                       |      |      |      |      |      |      |      |      |      |      |      |      |   |       |
| Niederschlag (mm)     | 52,8 | 53,3 | 57,9 | 66,3 | 69,1 | 76,2 | 68,8 | 86,4 | 75,4 | 62,0 | 74,2 | 69,3 | Σ | 811,7 |
|                       |      |      |      |      |      |      |      |      |      |      |      |      |   |       |
| Regentage (d)         | 11,1 | 10,1 | 9,7  | 9,9  | 9,0  | 8,9  | 7,6  | 8,8  | 8,5  | 9,0  | 11,0 | 12,9 | Σ | 116,5 |

| −8,7 |

| −8,6 |

| −3,5 |

| 2,2 |

| 7,9 |

| 12,4 |

| 15,3 |

| 14,3 |

| 10,9 |

| 5,3 |

| 0,7 |

| −5,3 |

| −8,7 |

| −8,6 |

| −3,5 |

| 2,2 |

| 7,9 |

| 12,4 |

| 15,3 |

| 14,3 |

| 10,9 |

| 5,3 |

| 0,7 |

| −5,3 |

## Nachweise
1. ↑  www.cityofrochester.gov. (abgerufen am 24. März 2022).
2. ↑  Erie Canal: Second Genesee Aqueduct im National Register Information System. National Park Service, abgerufen am 4. September 2020.
3. ↑  Explore Census Data Total Population in Rochester city, Monroe County, New York. Abgerufen am 11. Februar 2023.
4. ↑  Listing of National Historic Landmarks by State: New York. National Park Service, abgerufen am 4. September 2020.
5. ↑  Suchmaske Datenbank im National Register Information System. National Park Service, abgerufen am 4. September 2020.
Weekly List im National Register Information System. National Park Service, abgerufen am 4. September 2020.
Listing of National Historic Landmarks by State: New York. National Park Service, abgerufen am 4. September 2020.
6. ↑  2022 Rochester Annual Comprehensive Financial Report, abgerufen am 22. August 2023
7. ↑  Sarah Maslin Nir, Michael Wilson, Troy Closson, Jesse McKinley: 7 Officers Suspended as a Black Man’s Suffocation Roils Rochester. New York Times, 3. September 2020, aktualisiert am 4. September 2020.
8. ↑  AP: Prude: New York police used ‘spit hood’ on Black man who died of asphyxiation The Guardian, 3. September 2020; Sarah Maslin Nir, Michael Wilson, Troy Closson, Jesse McKinley: 7 Police Officers Suspended as a Black Man’s Suffocation Roils Rochester New York Times, 3. September 2020; Michael Wilson, Jesse McKinley, Luis Ferré-Sadurní, Troy Closson, Sarah Maslin Nir: Daniel Prude’s Death: Police Silence and Accusations of a Cover-Up New York Times, 4. September 2020; Michael Wilson: After Accusations of Police Cover-Up, Prude Case Goes to Grand Jury New York Times, 5. September 2020; AP: Daniel Prude: grand jury to investigate death of Black man in spit hood The Guardian, 6. September 2020; Michael Wilson, Edgar Sandoval: Rochester Mayor Abruptly Fires Police Chief Over Daniel Prude’s Death New York Times, 14. September 2020; Michael Wilson, Edgar Sandoval: Documents Reveal How the Police Kept Daniel Prude’s Death Quiet New York Times, 15. September 2020; Evan Simko-Bednarski, Lauren del Valle: Rochester officials intentionally delayed the release of Daniel Prude body cam video CNN, 17. September 2020; Michael Gold: What We Know About Daniel Prude’s Case and Death New York Times, 4. Dezember 2020.
9. ↑  Sean Lahman, Kayla Canne: Rochester to pay $12M to settle lawsuit filed by Daniel Prude family, largest civil rights settlement in city's history. In: Rochester Democrat and Chronicle. 6. Oktober 2022, abgerufen am 17. Juli 2024 (englisch).
10. ↑  Adam Gabbatt: Rochester police officers suspended after girl, nine, handcuffed and pepper-sprayed The Guardian, 1. Februar 2021; das erwähnte Video von Rochester NY Police: RPD BWC CR2021-00017779 (2 of 2) YouTube, 31. Januar 2021; AP: burns': nine-year-old pepper-sprayed by police begged for help, video reveals The Guardian, 12. Februar 2021; Ed Shanahan: New Footage Emerges of Police Pepper-Spraying of Distraught 9-Year-Old New York Times, 11. Februar 2021; Laura Ly, Eric Levenson: Rochester police officers handcuff and pepper-spray a 9-year-old girl after call of 'family trouble' CNN, 2. Februar 2021; Josiah Bates: Police Investigation Underway After 9-Year-Old Girl Pepper Sprayed During Arrest in Rochester, New York Time Magazine, 2. Februar 2021; Jaclyn Peiser: Rochester police handcuffed and pepper-sprayed a 9-year-old girl, body-cam footage shows Washington Post, 1. Februar 2021; Kenneth Garger: New video shows Rochester cop tell pepper-sprayed girl: ‘You did it to yourself, hon’ New York Post, 11. Februar 2021; Brakkton Booker: Protests In Rochester As Lawmakers Move To Ban Use of Chemical Irritants On Minors National Public Radio, 3. Februar 2021; New video shows 9-year-old's distressing wait for help after being pepper sprayed CBC, 11. Februar 2021; Deepti Hajela, Lindsay Whitehurst: “I am a child!” Pepper spray reflects policing of Black kids ABC News, 12. Februar 2021; Jon Blistein: Rochester Police Handcuffed and Pepper-Sprayed a Nine-Year-Old Girl Rolling Stone, 1. Februar 2021; Ron Allen: Protests erupt in Rochester, New York, after police pepper spray 9-year-old girl CNBC, 1. Februar 2021; Arlinda Broady: ‘Just Spray Her at This Point’: Rochester Police Pepper-Spray 9-Year-Old Black Girl After She’s Handcuffed In Patrol Car, Screaming for Her Father Atlanta Black Star, 4. Februar 2021; Adam Gabbatt: “Simply horrible”: Rochester mayor laments police pepper-spraying girl The Guardian, 3. Februar 2021.
11. ↑  Website City of Rochester